# 森本一房
森本 一房（もりもと かずふさ、生年不詳 - 延宝2年3月28日〈1674年5月3日〉）は、江戸時代前期の平戸藩士。加藤清正の重臣森本一久（儀太夫）の次男。右近太夫（うこんだゆう）と名乗る。

## 生涯
寛永9年（1632年）、カンボジア（当時は南天竺と呼ばれた）に、父の現世利益と亡母の後生菩提のために渡り、インドの祇園精舎と思われていたアンコール・ワットの回廊の柱に墨書（落書き）を残した（十字回廊の右側。現在は上から墨で塗り潰されており、読めるような写真を撮ることは大変難しい）。
森本一房はカンボジアに渡る前、加藤家を辞して肥前・松浦藩に仕えていた。主君清正が死した後、加藤忠広の下で混乱する家臣団に嫌気がさして肥前国の松浦氏に仕えたとある。松浦氏は領内に平戸を持ち、国際的な貿易港だったこともあり、一房もまた朱印船に乗り日本に帰国できたと推測される。直後に始まる「鎖国」政策の一環として日本人の東南アジア方面との往来が禁止されたため、その後の消息は不明であった。帰国後に松浦藩を辞した一房は、父の生誕地である京都の山崎に転居したことが明らかとなっている。1674年に京都で亡くなり、1651年に逝去した父とともに墓は京都・乗願寺にある。

## 一房のアンコール行を伝える史料

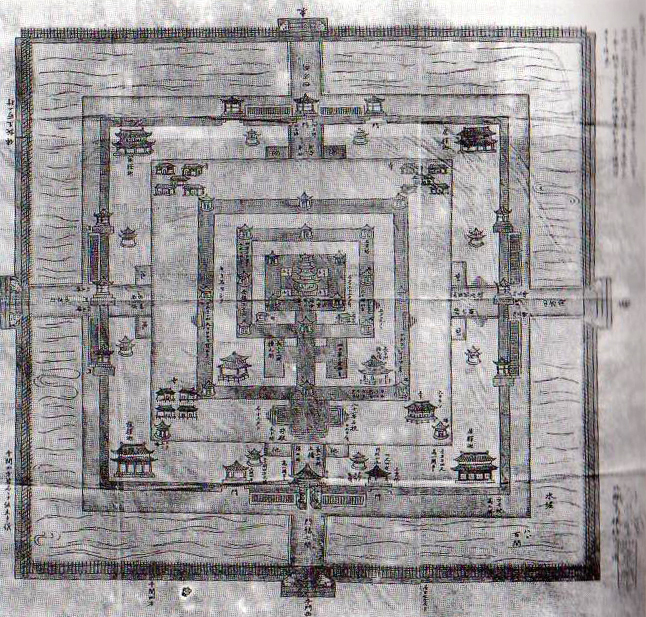
『祇園精舎図』として描かれたアンコール・ワットの見取図(1623-1633年)

### アンコール・ワット壁面の落書き
12行にわたって4体の仏像を奉納したことなどを記している
落書きの文面
「寛永九年正月初而此所来
寛永九年正月初めてここに来る
生国日本／肥州之住人藤原之朝臣森本右近太夫／一房
生国は日本。肥州の住人藤原朝臣森本右近太夫一房
御堂心為千里之海上渡
御堂を志し数千里の海上を渡り
一念／之儀念生々世々娑婆寿生之思清者也為
一念を念じ世々娑婆浮世の思いを清めるために
其仏像四躰立奉者也
ここに仏四体を奉るものなり
摂州津池田之住人森本儀太夫
摂州津池田の住人森本儀太夫
右実名一吉善魂道仙士為娑婆
右実名一吉、善魂道仙士、娑婆のために
是書物也
是を書くものなり
尾州之国名谷之都後室其
尾州の国名谷の都、後、その室
老母亡魂明信大姉為後世是
老母の亡魂、明信大姉の後世のためにこれを
書物也
書くものなり

寛永九年正月丗日」
寛永九年1月30日

### 水戸徳川家伝来「祇園精舎図」
水戸徳川家に伝わる「祇園精舎図」は一房が描いたものではないかと言われている。財団法人水府明徳会が所蔵している。

## 子孫による顕彰
一房を祖先とする森本慶三が岡山県津山市に創設した「つやま自然のふしぎ館」付設の「歴史民俗館」には紹介コーナーがある。

## 登場する作品
小説
高妻秀樹『胡蝶の剣』（学研M文庫 ISBN 4-05-900389-1）
一房が主人公だが、何故か丸目長恵に師事したタイ捨流の二刀流美男剣豪として描かれており、海を渡り少林寺で奥義を授けられ、兵法を極めるという荒唐無稽な物語となっている。